# Región de Anatolia Suroriental
La región del Anatolia Suroriental (en turco, Güneydoğu Anadolu Bölgesi) es una de las siete regiones en las que se divide Turquía. Se encuentra al sureste del país.

## Provincias

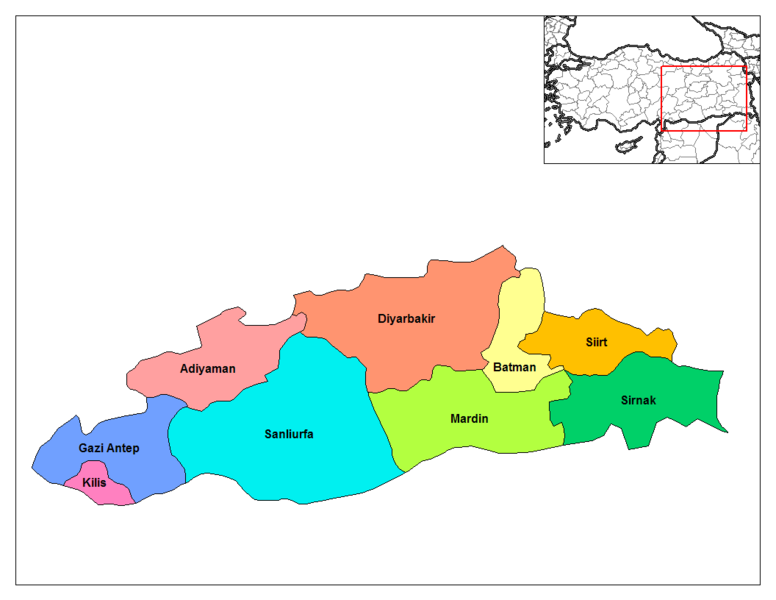
Región de Anatolia Suroriental.

- Provincia de Adıyaman
- Provincia de Batman
- Provincia de Diyarbakır
- Provincia de Gaziantep
- Provincia de Kilis
- Provincia de Mardin
- Provincia de Şanlıurfa
- Provincia de Siirt
- Provincia de Şırnak